# Charles-Henri Flammarion
Charles-Henri Flammarion (Boulogne-Billancourt, 27 de julio de 1946-9 de noviembre de 2020) fue un editor francés. 

## Biografía
Nació el 27 de julio de 1946 en Boulogne-Billancourt, hijo de Henri Flammarion y Pierrette Chenelot, fue sobrino nieto del astrónomo y escritor científico Camille Flammarion. Se casó el 12 de diciembre de 1968 con Marie-Françoise Mariani con quien tuvo 3 hijos: Noémie, Colomba y Adrien Flammarion.
Flammarion realizó sus estudios en el Liceo de Sèvres, Facultad de derecho y ciencias económicas de París, La Sorbona. También es diplomado de letras, ciencias económicas, Maestría en administración de empresas en la Universidad de Columbia (Nueva York).